# Nicola Juniper
Nicola Juniper (Essex, 12 augustus 1981) is een wielrenner uit het Verenigd Koninkrijk.
In 2014 startte Juniper op de RideLondon Classic.
Op het Wereldkampioenschap Wielrennen in 2019 in Harrogate finishte Juniper als 80e.